# Tinamus solitarius
El inambú macuco, tinamú macuco o simplemente macuco (Tinamus solitarius) es una especie de ave tinamiformes de la familia Tinamidae.

## Hábitat y distribución geográfica
Vive en bosques húmedos de hasta 1.200 m s. n. m.; de bosques atlánticos del este de Brasil cerca de Pernambuco a Río Grande del Sur, sur de Mato Grosso, sudeste de Paraguay y extremo nordeste de Argentina.

## Subespecies
Tiene descritas dos subespecies:
- Tinamus solitarius pernambucensis Berla, 1946 del noreste brasileño  (Pernambuco,  Alagoas).
- Tinamus solitarius solitarius (Vieillot, 1819) en el sudeste de Paraguay y extremo nordeste argentino.

Sin embargo, ambas subespecies se han hecho indistintas, y especímenes individuales pueden mostrar divergencia de colores,que ahora se sabe que ocurre siempre.

## Descripción

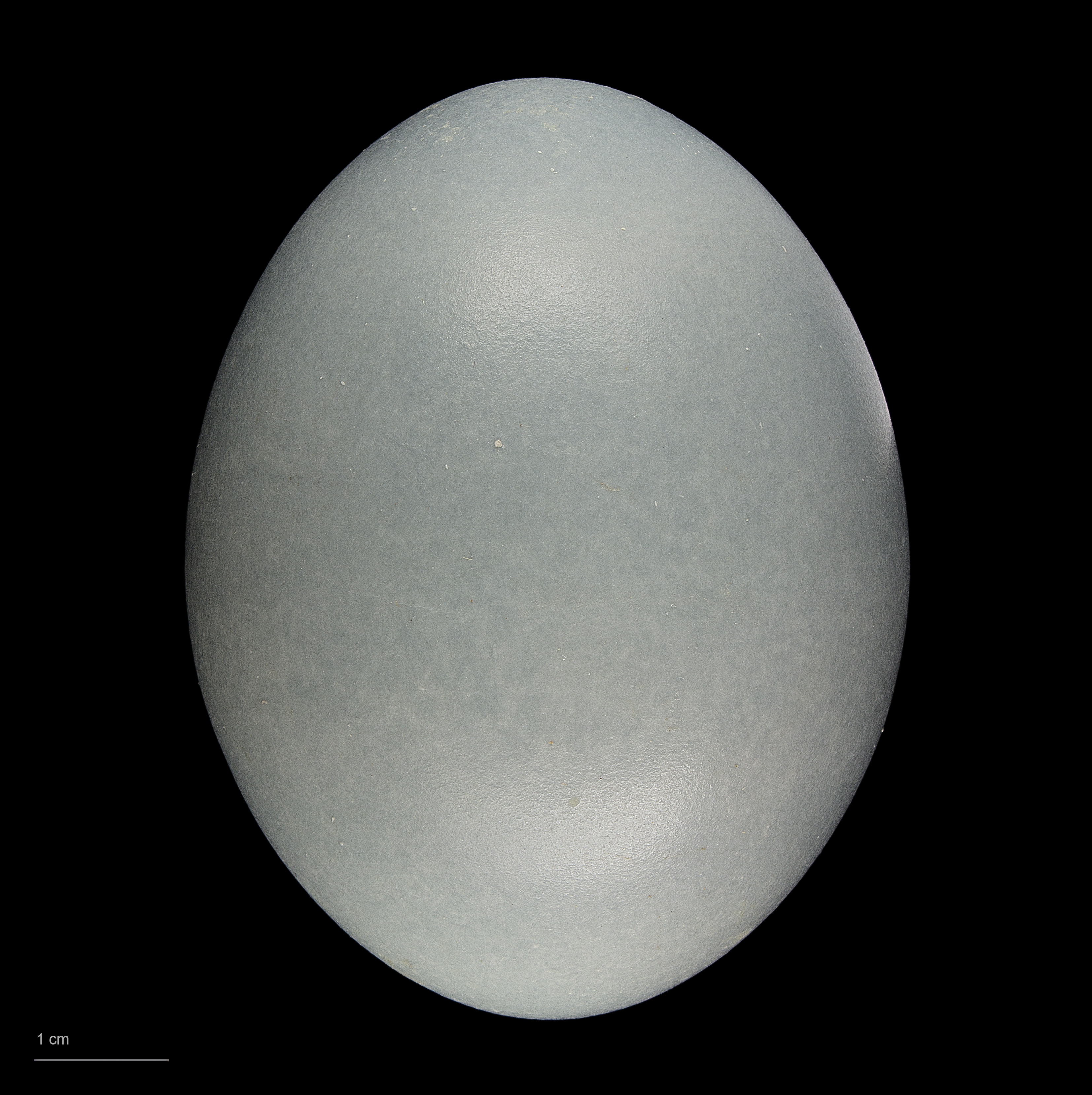
Tinamus solitarius - MHNT

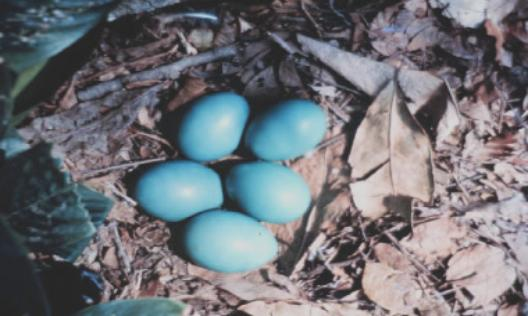
Nido con huevos de Tinamus solitarius.

Notablemente, el tinte del trasero varía entre oliva y herrumbroso, y la intensidad del plumaje debajo del cogote también varía. El negro barreado de esas áreas es más o menos fuerte. pernambucensis referido al pájaro más amarillento con mucho barreado, especialmente en el cuello.

## Extinción
==Está en consideración de "extinción" por el avance de la deforestación por la urbanización, industrialización, expansión de la agricultura, y asociada construcción de carreteras.
La población  pernambucensis es muy rara o realmente extinta. Posiblemente no haya más de 6 especímenes norteños en museos.